# Pisk
Pisk je priimek več znanih Slovencev:
- Bojan Pisk (1933–2008), pesnik, knjižničar in urednik
- Jernej Pisk, filozof športa
- Klemen Pisk (*1973), književnik, prevajalec in glasbenik
- Luka (Luca) Pisk, župan občine Sovodnje ob Soči
- Marjeta Pisk, slovstvena folkloristka
- Rok Pisk, Svetopisemska družba Slovenije